# Haage
Haage är en ort i Estland. Den ligger i Tähtvere kommun och landskapet Tartumaa, i den sydöstra delen av landet, 160 km sydost om huvudstaden Tallinn. Haage ligger 66 meter över havet och antalet invånare är 370.
Terrängen runt Haage är platt. Runt Haage är det ganska glesbefolkat, med 45 invånare per kvadratkilometer. Närmaste större samhälle är Dorpat, 6,0 km öster om Haage. Trakten runt Haage består till största delen av jordbruksmark.